# Zapytanie (bazy danych)
Zapytanie (niekiedy również kwerenda, z łac. quaerenda, ang. query) – czynność polegająca na zbieraniu lub poszukiwaniu informacji w bazach danych.
Użytkownik serwera baz danych (program lub osoba) wysyła do niego zapytanie, na które serwer odpowiada przesyłając oczekiwane dane, czyli wynik zapytania. Zapytania mogą mieć na celu wyłącznie pobranie danych (tzw. zapytania wybierające), jak i usuwanie, dodawanie czy modyfikację danych (tzw. zapytania funkcjonalne).
Przykładem języka operującego na zapytaniach w bazach danych jest bardzo popularny SQL (ang. Structured Query Language), wspierany jako standard przez ANSI. Inne, mniej popularne, to np. QBE (ang. Query by Example) czy XQuery.